# بازگشت از بوداپست
بازگشت از بوداپست فیلمی به کارگردانی رامبد لطفی و نویسندگی رامبد لطفی، سهیلا آذیش، جواد اردکانی، نورالدین حجازی، مارای گره، ناصر شفق ساختهٔ سال ۱۳۷۴ کشور ایران و مجارستان است.

## بازیگران
- نویمی دمین
- کتی راک
- جهانبخش سلطانی
- کروی اریش
- شادي پرواس
- زلتن زوبوزنیک
- گابور واش
- هدی تمیشی
- آندراشی فکته
- لیلی مونوری
- مارتا باش
- بناتریس کوشتایاوا
- میکلوش سیکلی
- پدرام لطفی
- فلورا کادر